# Corea del Sur en los Juegos Olímpicos de París 2024
Corea del Sur estuvo representada en los Juegos Olímpicos de París 2024 por un total de 144 deportistas, 78 mujeres y 66 hombres, que compitieron en 24 deportes.
Los portadores de la bandera en la ceremonia de apertura fueron el atleta Woo Sang-Hyeok y la nadadora Kim Seo-Yeong.

## Medallistas
El equipo olímpico surcoreano obtuvo las siguientes medallas:
| Nombre | Deporte           | Competición                    |
| --- | ----------------- | ------------------------------ |
| Oro |                   |                                |
| An Se-Young | Bádminton         | Individual F                   |
| Oh Sang-Uk | Esgrima           | Sable individual M             |
| Gu Bon-Gil Oh Sang-Uk Park Sang-Won Do Gyeong-Dong                                                                                 | Esgrima           | Sable por equipos M            |
| Kim Yu-Jin | Taekwondo         | –57 kg F                       |
| Park Tae-Joon | Taekwondo         | –58 kg M                       |
| Oh Ye-Jin | Tiro              | Pistola 10 m F                 |
| Yang Ji-In | Tiro              | Pistola 25 m F                 |
| Ban Hyo-Jin | Tiro              | Rifle 10 m F                   |
| Kim Woo-Jin | Tiro con arco     | Individual M                   |
| Lim Si-Hyeon | Tiro con arco     | Individual F                   |
| Jeon Hun-Young Lim Si-Hyeon Nam Su-Hyeon                                                                                           | Tiro con arco     | Equipo F                       |
| Kim Je-Deok Kim Woo-Jin Lee Woo-Seok                                                                                               | Tiro con arco     | Equipo M                       |
| Kim Woo-Jin Lim Si-Hyeon | Tiro con arco     | Equipo mixto                   |
| Plata |                   |                                |
| Kim Won-Ho Jeong Na-Eun | Bádminton         | Dobles mixto                   |
| Choi Se-Bin Jeon Ha-Young Jeon Eun-Hye Yoon Ji-Su                                                                                  | Esgrima           | Sable por equipos F            |
| Park Hye-Jeong | Halterofilia      | +81 kg F                       |
| Huh Mi-Mi | Judo              | –57 kg F                       |
| Kim Min-Jong | Judo              | +100 kg M                      |
| Kim Ye-Ji | Tiro              | Pistola 10 m F                 |
| Cho Yeong-Jae | Tiro              | Pistola rápida de fuego 25 m M |
| Keum Ji-Hyeon Park Ha-Jun | Tiro              | Rifle 10 m mixto               |
| Nam Su-Hyeon | Tiro con arco     | Individual F                   |
| Bronce |                   |                                |
| Im Ae-Ji | Boxeo             | Ligero (60 kg) F               |
| Lee Joon-Hwan | Judo              | –81 kg M                       |
| Kim Ha-Yun | Judo              | +78 kg M                       |
| Lee Hye-Kyeong Kim Won-Jin Jung Ye-Rin An Ba-Ul Huh Mi-Mi Kim Ji-Su Lee Joon-Hwan Han Ju-Yeop Yoon Hyun-Ji Kim Ha-Yun Kim Min-Jong | Judo              | Equipo mixto                   |
| Kim Woo-Min | Natación          | 400 m libre M                  |
| Seong Seung-Min | Pentatlón moderno | Individual F                   |
| Lee Da-Bin | Taekwondo         | +67 kg F                       |
| Lim Jong-Hoon Shin Yu-Bin | Tenis de mesa     | Dobles mixto                   |
| Shin Yu-Bin Jeon Ji-Hee Lee Eun-Hye                                                                                                | Tenis de mesa     | Equipo F                       |
| Lee Woo-Seok | Tiro con arco     | Individual M                   |